# Pearl Perlmuter
Pearl Perlmuter (New York, 23 september 1915 – Amsterdam, 8 mei 2008) was een Amerikaans-Nederlandse beeldhouwster.

## Leven en werk
Pearl Perlmuter groeide als dochter van orthodoxe Oost-Europese Joden op in New York. Zij studeerde rechten aan de Fordham University School of Law en volgde avondcursussen beeldhouwkunst aan de gerenommeerde Art Students League of New York, van 1940 tot 1943 bij Willem Zorach en van 1943 tot 1945 bij Ossip Zadkine. Zij maakte in deze tijd kennis met de schilderkunst van Willem de Kooning en Jackson Pollock, beiden vertegenwoordigers van de abstract-expressionistische stroming.
In 1945 ontmoette zij de Nederlander Wessel Couzijn, die als Jood was uitgeweken naar de Verenigde Staten. Hij had zich eveneens laten inschrijven aan de Art Students League. Deze ontmoeting leidde tot een huwelijk tussen de twee in december 1945. In 1946 keerde Wessel Couzijn samen met Pearl terug naar Amsterdam, waar beiden een carrière hoopten op te bouwen, maar waar het toch vooral Couzijn was die de opdrachten kreeg.
Van 1963 tot 1967 was Perlmuter docent aan de Koninklijke Academie van Beeldende Kunsten in Den Haag en van 1977 tot 1981 aan de Academie voor Kunst en Industrie in Enschede. In 2008 overleed ze op 92-jarige leeftijd.

## Werken (selectie)
- Knielende figuur (1947)
- Zittende man of Job (1954), Westbroekpark, Den Haag`
- Wave (1958), Beeldenpark van het Kröller-Müller Museum in Otterlo
- Liberation (1959)
- Tug of war (1959), Stedelijk Museum Amsterdam
- 2 Acrobaten (1959), Burgemeester Amersfoordtlaan, Badhoevedorp
- Signaal (1961-2), Stadswandelpark in Eindhoven
- The lonely one (1962), Beeldenroute Maliebaan, Utrecht
- Caught (1963)
- Verschijning (1963), maakte rondreis langs tentoonstelling maar staat vanaf 1998 op het Emmaplein, Amsterdam-Zuid
- Earthbound (1965), Beeldenpark van Museum Arnhem
- Strange Warriors (1966)
- Windswept (1966), Luchthaven Schiphol
- Schapeman (1967), Beeldengalerij P. Struycken Den Haag
- Hollow Woman (1972)
- Ingesloten (1972)
- The Bell Jar (1974)

## Exposities
- 1952 en 1955 Park Sonsbeek in Arnhem
- 1957 Museum Boijmans Van Beuningen in Rotterdam
- 1958 Biënnale van Venetië en Park Sonsbeek
- 1966 Galerie Espace in Amsterdam
- 1988 Museum Moderne Kunst Arnhem
- 2003 Kröller-Müller Museum in Otterlo en Galerie Willy Schoots in Eindhoven

## Fotogalerij

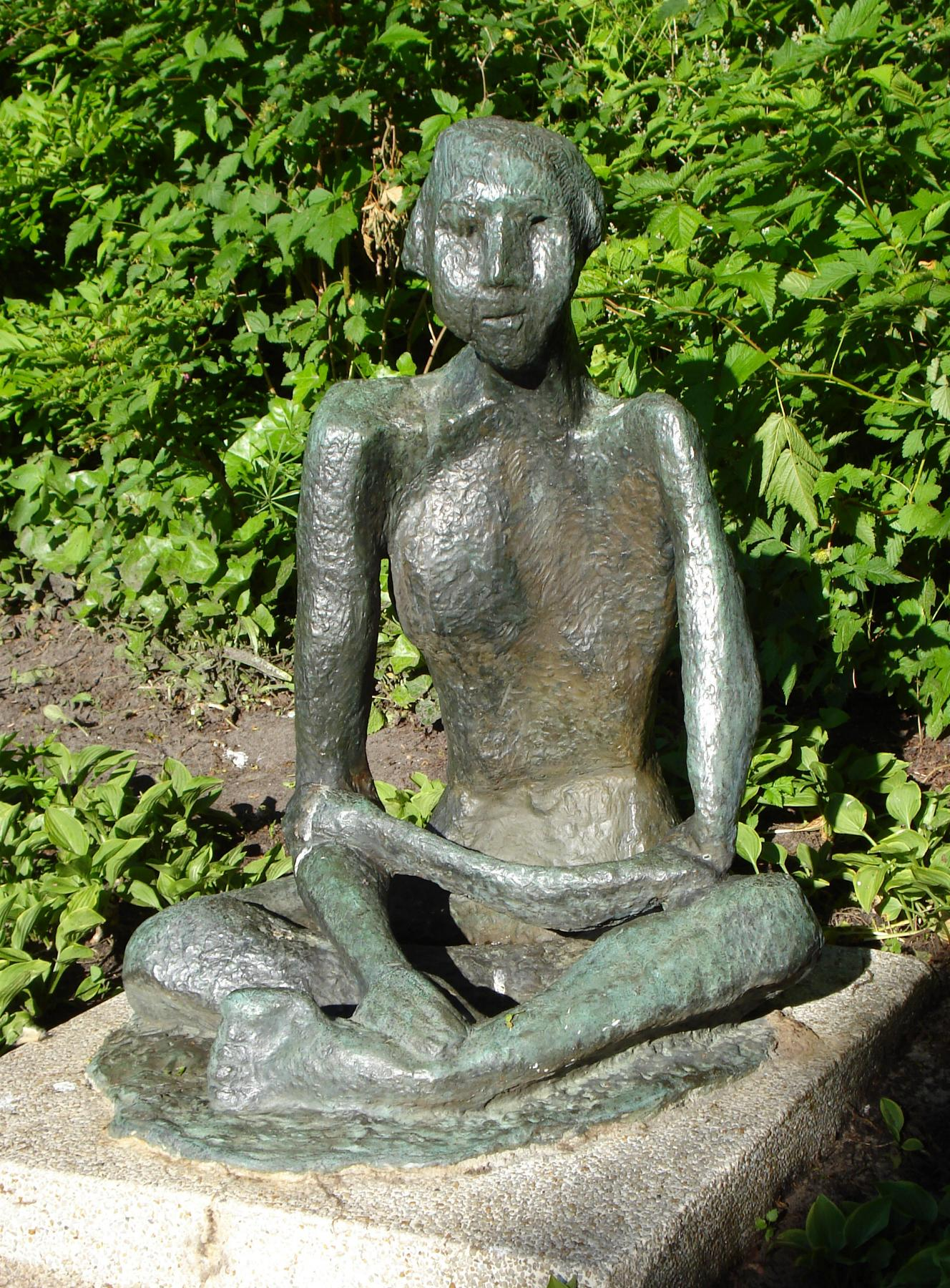
Job (1954), Den Haag
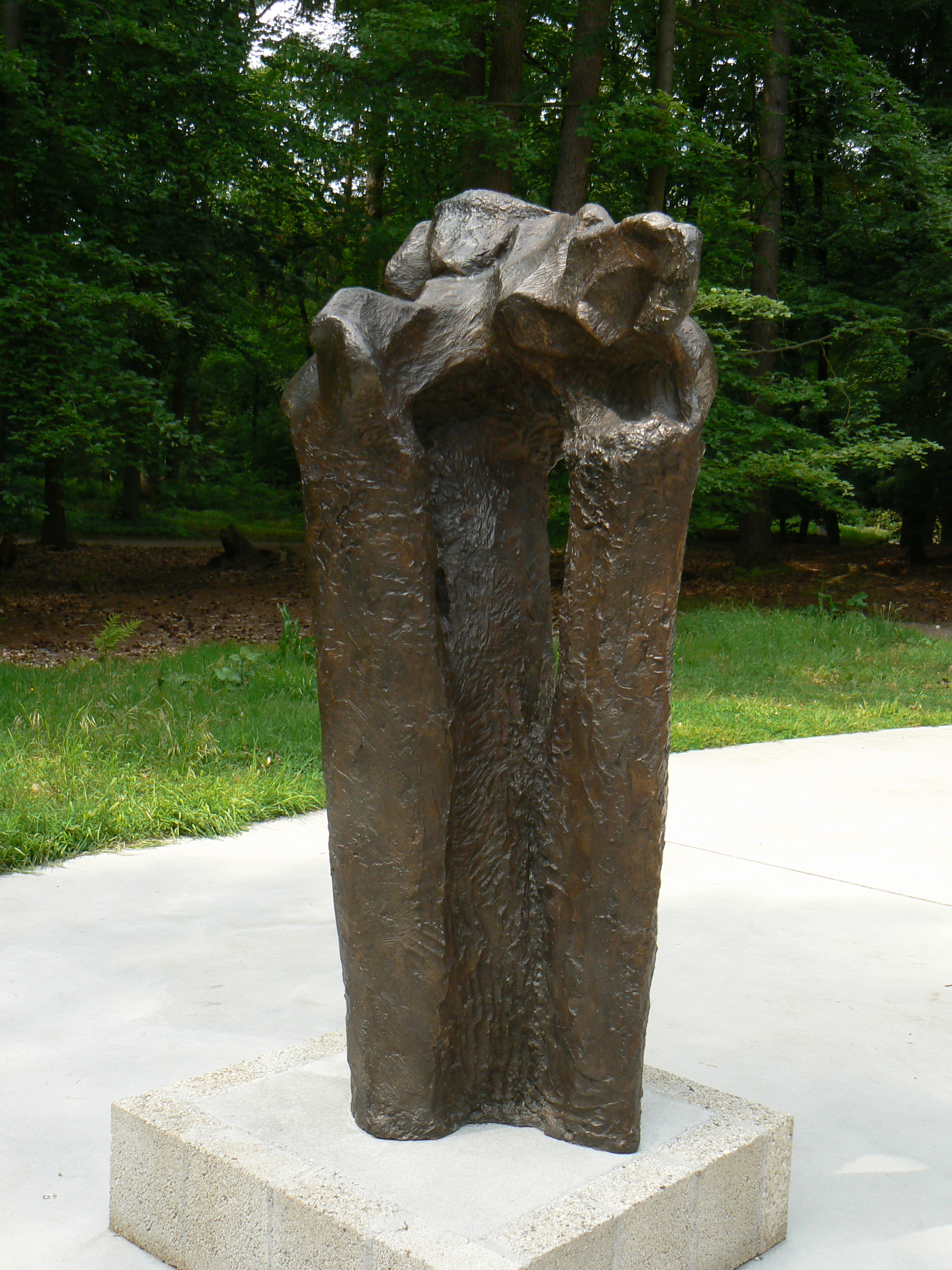
Wave (1958), KMM
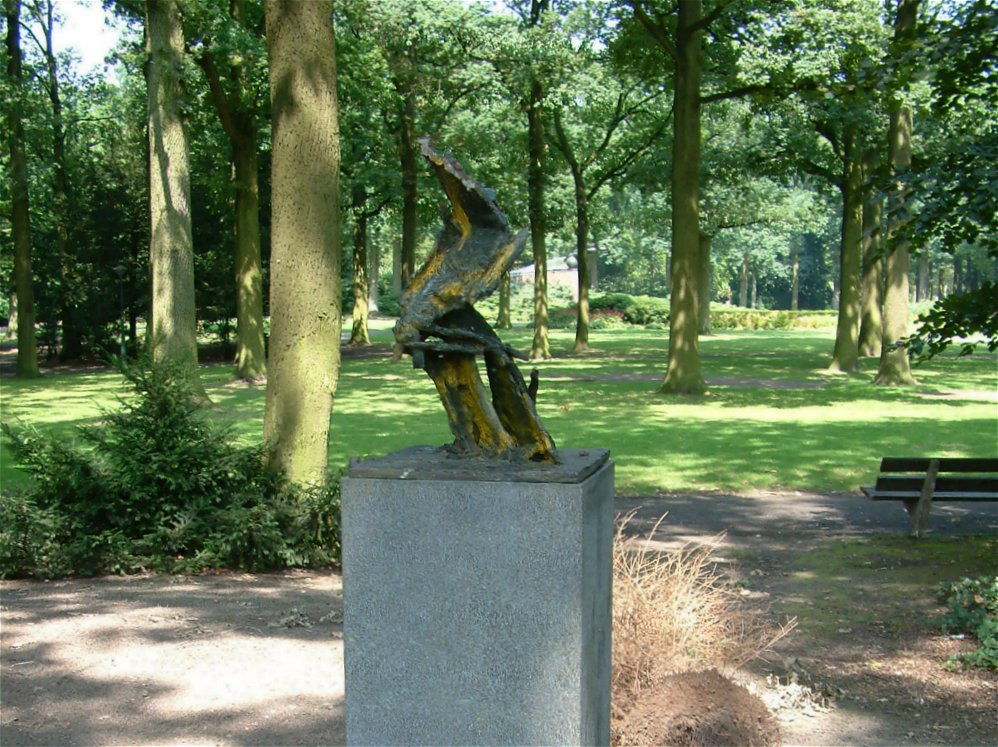
Signaal (1961/62), Eindhoven
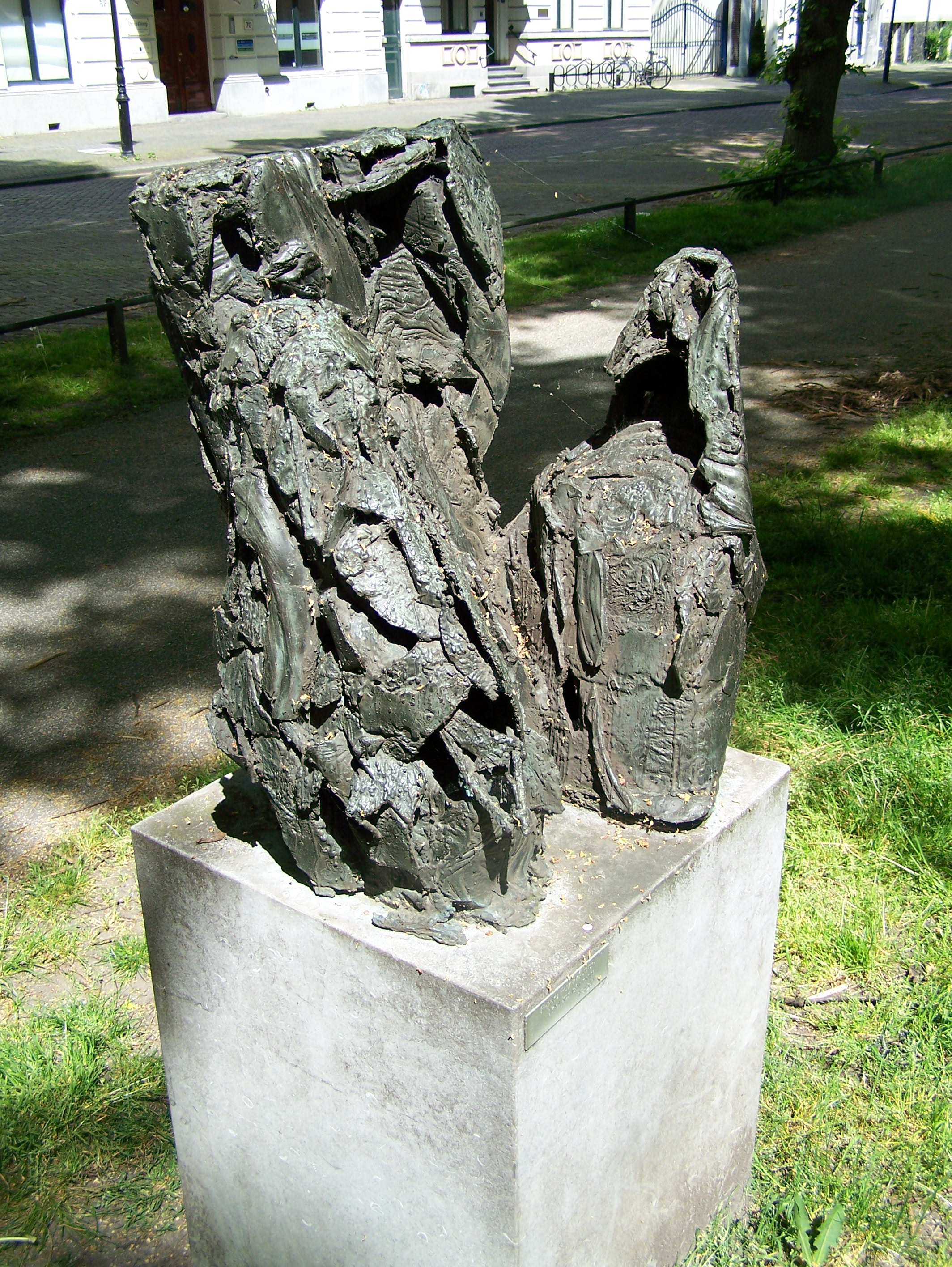
The lonely one (1962), Utrecht